# Francesco Neri
Francesco Neri OFM Cap. (ur. 21 grudnia 1959 w Catanzaro) – włoski duchowny katolicki, arcybiskup Otranto od 2023.

## Życiorys
Święcenia kapłańskie otrzymał 6 lipca 1991 w zakonie kapucynów. Pracował głównie jako wykładowca zakonnego instytutu w Bari, a w latach 2015–2017 był jego rektorem. Był też m.in. wikariuszem i przełożonym apulijskiej prowincji kapucyńskiej, wiceprzewodniczącym Wydziału Teologicznego Apulii oraz rektorem zakonnego kolegium w Rzymie. W 2018 wybrany radnym generalnym zakonu.
19 kwietnia 2023 papież Franciszek mianował go ordynariuszem archidiecezji Otranto. 
Sakry biskupiej udzielił mu 17 czerwca 2023 arcybiskup Donato Negro.